# Отто Генріх Ігельстром
О́тто Ге́нріх Ігельстром (також Йосип Андрійович Ігельстром; нім. Otto Heinrich Graf Igelström; швед. Otto Henrik Igelström; 7 травня 1737 — 18 лютого 1823) — російський державний діяч та воєначальник шведського походження, генерал від інфантерії. Посол Російської імперії в Речі Посполитій, оренбурзький військовий губернатор.

## Життєпис
Народився 7 травня 1737 року в містечку Гаргждай (нині Литва) в родині ліфляндського ландмаршала барона Густава Генріха фон Ігельстрома та Маргарети Елізабети фон Альбеділь. Походив з остзейського дворянського роду Ігельстромів. Виховувався спочатку в Ризі, а потім у німецьких університетах.
У 1756 році вступив на службу до російської гвардії. Брав участь у Семирічній війні, за відзнаки в якій отримав звання підполковника. У 1763 році перебував у Мітаві при герцозі Курляндському, але незабаром був відправлений до Польщі під командування князя М. В. Рєпніна. У 1766 році отримав звання полковника та був нагороджений польським орденом Святого Станіслава.

### Російсько-турецька війна
Під час російсько-турецької війни 1768–1774 років Ігельстром відзначився при облозі Кілії, за що був нагороджений орденом Святого Георгія 3-го класу. За взяття Аккермана, де він захопив 13 прапорів та близько 80 гармат, отримав звання генерал-майора. Під час укладення Кючук-Кайнарджійського миру отримав звання генерал-поручика. У 1773 році брав участь у невдалій облозі Сілістри.
Після завоювання Кримського ханства за дорученням Г. О. Потьомкіна привіз до Росії з Тамані останнього кримського хана Шагіна Ґерая. У 1784 році командував російськими військами в Криму. Був упорядником та редактором службового довідника «Камеральний опис Криму 1784 року».
У 1784–1791 роках був генерал-губернатором Уфимського та Симбірського намісництв.

### Дипломатична служба та повстання Костюшка

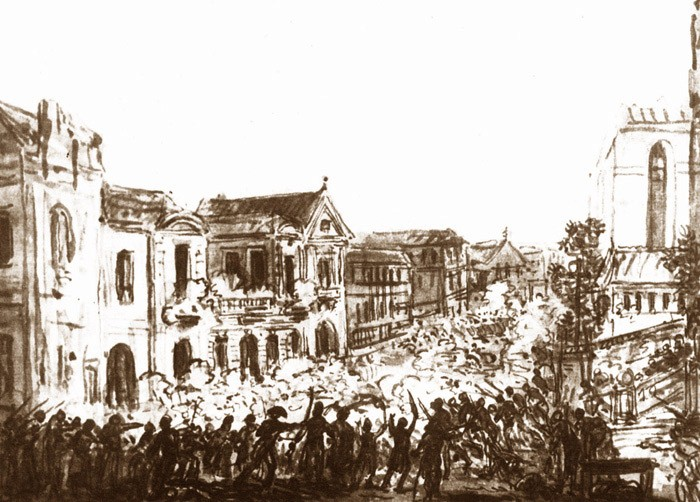
Штурм російського посольства у Варшаві (17 квітня 1794 року)

Брав участь у російсько-шведській війні 1788–1790 років. Вів переговори з Густавом Моріцем Армфельтом про укладення Верельського мирного договору у 1790 році, за що був нагороджений орденом Святого Андрія Первозванного.
У 1792 році отримав титул російського графа і був призначений генерал-губернатором псковським та смоленським. У 1793 році обійняв ту ж посаду в Київській та Чернігівській губерніях.
У грудні 1792 року був направлений до Варшави як головнокомандувач російських військ у Речі Посполитій, а в 1793 році змінив графа Якоба Зіверса на посаді російського посла. Передбачаючи повстання, Ігельстром неодноразово просив князя П. О. Зубова збільшити армію, але отримував лише закиди в боягузтві.
Коли у 1794 році у Варшаві спалахнуло повстання, відоме як «Варшавська заутреня», Ігельстром ледь уникнув смерті, сховавшись у пруському таборі. За нерішучість та недалекоглядність, що призвели до значних втрат російського гарнізону, він був звільнений у відставку.

### Пізні роки
Після відставки Ігельстром оселився в Ризі. Імператор Павло I знову прийняв його на службу і в 1796 році призначив військовим губернатором в Оренбург. На цій посаді, яку він обіймав до 1798 року, Ігельстром підпорядкував оренбурзькому начальству башкирів та мещеряків і поліпшив їхній внутрішній устрій.
Через два роки, виснажений нападами подагри, Ігельстром остаточно залишив службу і усамітнився у своєму литовському маєтку Гаргждай, де й помер у 1823 році.